# Ерзовка (Ирбитское муниципальное образование)
Ерзовка — деревня в Ирбитском муниципальном образовании Свердловской области России.

## География
Деревня находится в 7 километрах (по автотрассе в 8 километрах) к юго-востоку от города Ирбита, на правом берегу протоки Старицы реки Ницы. В окрестности деревни расположены озера-старицы.

## История
Деревня была образована 7 августа 1996 года.

## Население
| 2002 | 2010 | 2021 |
| ---- | ---- | ---- |
| 8    | ↗40  | ↗79  |

## Русская православная церковь
Церковь Петра и Павла. Каменная церковь построена в 2011 году на месте деревянной часовни.